# Anna Elisabeth von Anhalt-Bernburg

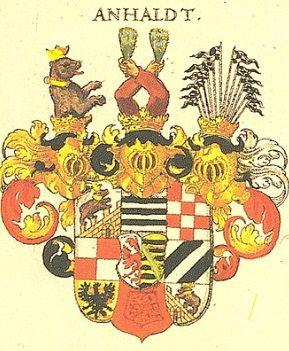
Wappen

Anna Elisabeth von Anhalt-Bernburg (* 19. März 1647 in Bernburg; † 3. September 1680 in Bernstadt) war eine Prinzessin von Anhalt-Bernburg und durch Heirat Herzogin von Württemberg-Bernstadt.

## Leben
Anna Elisabeth war eine Tochter des Fürsten Christian II. von Anhalt-Bernburg (1599–1656) aus dessen Ehe mit Eleonore Sophie (1603–1675), Tochter des Herzogs Johann von Schleswig-Holstein-Sonderburg. 
Sie heiratete am 13. März 1672 in Bernstadt Herzog Christian Ulrich I. von Württemberg-Bernstadt (1652–1704). Die Herzogin war gelehrt und musisch hochbegabt, galt als talentierte Sängerin, beherrschte sowohl mehrere Sprachen als auch zahlreiche Instrumente. Auf ihren Ehemann hatte sie erheblichen Einfluss und beriet ihn auch in Staatsangelegenheiten.
Anna Elisabeth starb an den Folgen der Geburt ihres letzten Kindes.

## Nachkommen
Aus ihrer Ehe hatte Anna Elisabeth folgende Kinder:
- Luise Elisabeth (1673–1736)

⚭ 1688 Herzog Philipp von Sachsen-Merseburg (1657–1690)
- Christian Ulrich (*/† 1674)
- Leopold Viktor (1675–1676)
- Friederike Christine (*/† 1676)
- Sophie Angelika (1677–1700)

⚭ 1699 Herzog Friedrich Heinrich von Sachsen-Zeitz (1668–1713)
- Eleonore Amone (1678–1679)
- Theodosia (*/† 1680)